# Tribalus kochi
Tribalus kochi är en skalbaggsart som beskrevs av Thérond 1965. Tribalus kochi ingår i släktet Tribalus och familjen stumpbaggar. Artens utbredningsområde är Sydafrika, Zimbabwe och Zambia i södra Afrika. Inga underarter finns listade i Catalogue of Life.